# The Killing Star
The Killing Star ist ein Science-Fiction-Roman von George Zebrowski und Charles Pellegrino, der die Vernichtung der Menschheit durch feindliche Außerirdische beschreibt.

## Inhalt
Die Handlung des Romans setzt im Jahr 2076 neun Tage vor dem dreihundertsten Unabhängigkeitstag ein: Die Menschheit hat große technische Fortschritte gemacht, als ohne Vorwarnung Außerirdische die Erde mit kinetischen Geschossen bombardieren, die beinahe auf Lichtgeschwindigkeit beschleunigt wurden: Ein Großteil der Menschheit wird binnen Sekunden ausgelöscht.
Das Buch verfolgt den Überlebenskampf der letzten Menschen, die von den Außerirdischen erbarmungslos gejagt werden:
Auf der Erde überleben nur zwei Menschen, die das Bombardement in einem Tiefsee-U-Boot überstanden, in der Korona der Sonne halten sich ebenfalls Menschen versteckt, die jedoch später ihr Habitat und die gesamte Sonne mit Hochenergiewaffen vernichten um den Außerirdischen nicht in die Hände zu fallen.
Nachdem im Verlauf des Buches auch die Überlebenden getötet werden, die sich auf Ceres, Neptun und im Interstellaren Raum verborgen hatten, werden auch die letzten Menschen auf der Erde von den Außerirdischen ergriffen.
Bei einer Unterhaltung mit einem oktopusähnlichen Wesen müssen sie feststellen, dass nicht diese die Invasion veranlasst haben, sondern die spinnenähnlichen Roboter die ihnen zu dienen scheinen. - Tatsächlich haben diese ein Bewusstsein erlangt und halten ihre Erschaffer nun als Haustiere, während sie durch das Universum reisen und Zivilisationen auslöschen, die ihnen möglicherweise gefährlich werden könnten. - Die Ausrottung der Erde sei "nicht persönlich gemeint" gewesen.

## Auflage und Ausgaben
Das Buch wurde im April, 1995 beim amerikanischen William Morrow and Company-Verlag erstveröffentlicht.

### Englische Ausgaben
Charles Pellegrino, George Zebrowski: The Killing Star. William Morrow & Co, 1995, ISBN 0-68-813989-2. Gebundene Ausgabe